# ترابری

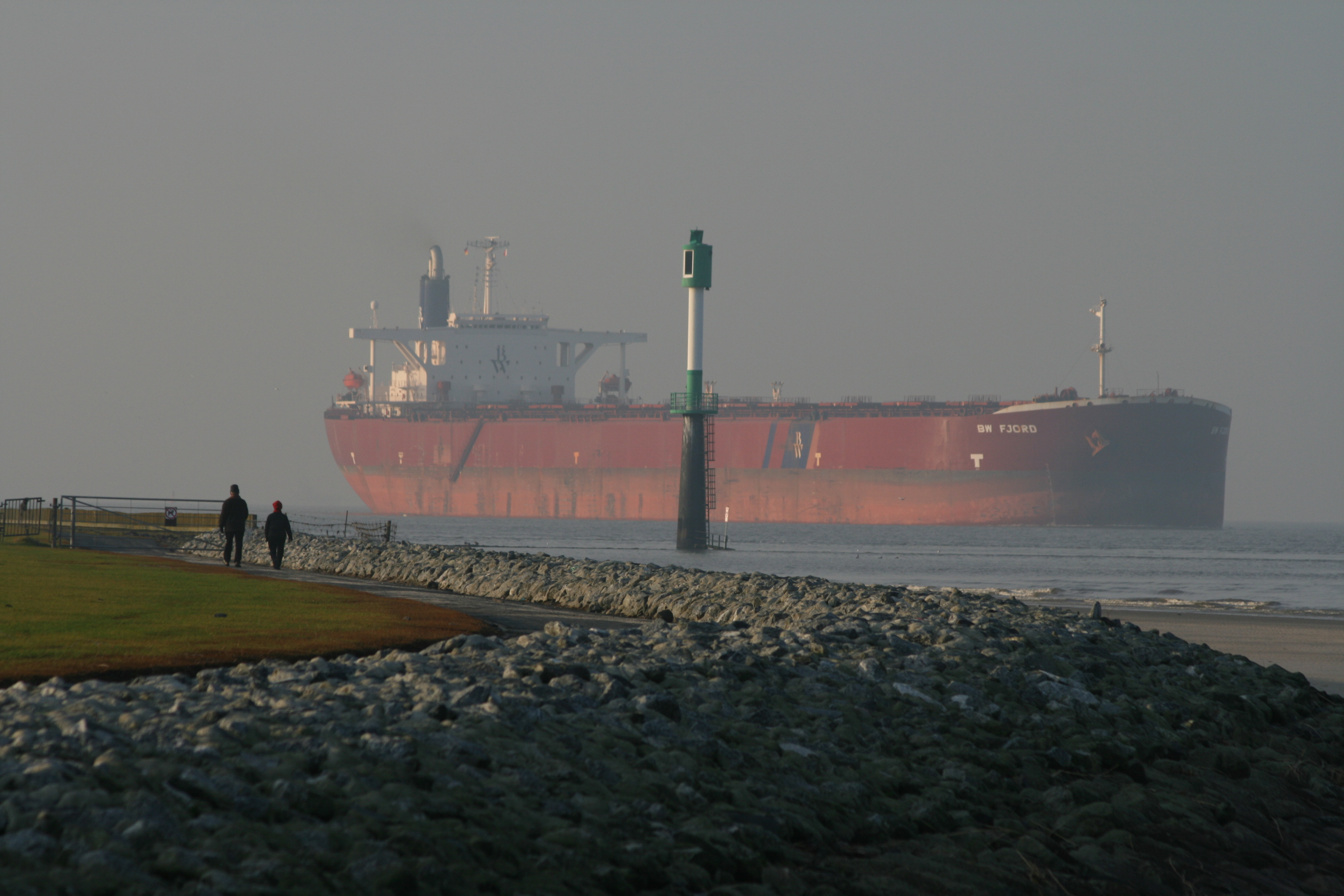
یک کشتی فله‌بر، که از آن برای حمل کالاهای بسته‌بندی نشده مانند غلات، زغال‌سنگ و سیمان استفاده می‌شود.

ترابری، ترابرد یا حمل‌ونقل (به انگلیسی: Transport) به جابجایی یا انتقال انسان، جانور، اشیاء یا کالا، از جایی به جای دیگر گفته می‌شود. شیوه ترابری می‌تواند زمینی (ریلی یا جاده‌ای)، هوایی، دریایی، کابلی، خط‌لوله‌ای و فضایی باشد. این رشته را می‌توان به سه بخش زیرساخت، ابزارهای ترابری (وسایل نقلیه)، و بهره‌برداری تقسیم نمود. ترابری، بازرگانی میان انسان‌ها را فراهم می‌کند که در شکل‌گیری تمدن‌ها نقش بنیادین داشته‌است. رشد اقتصادی همواره به ظرفیت سامانه‌های ترابری و معقولیت آن‌ها ارتباط داشته‌است. زیرساخت‌ها و بهره‌برداری از سامانه‌های ترابری بازتاب‌های بسیار در کاربری زمین‌ها داشته و ترابری بزرگ‌ترین بخش مصرف‌کننده انرژی است و همین امر به موضوع ترابری پایدار اهمیت بسیار داده‌است. ترابری و سامانه‌های ترابری در موضوع گردشگری نقشی مهم دارد.

## پیرامون واژه
واژهٔ ترابری از پیشوند پارسی ترا- به معنی فراسو و آن‌سو، و واژهٔ بری از فعل بردن ساخته شده‌است. پیشوند ترا- از پیشوندهای کهن زبان پارسی است که در پارسی باستان نیز همین‌گونه کاربرد را داشته‌است و هم‌معنی و هم‌ریشه با Trans در انگلیسی است. ترابری از دید واژگانی به معنی بردن به آن‌سوی دیگر است.*

## جنبه‌های ترابری

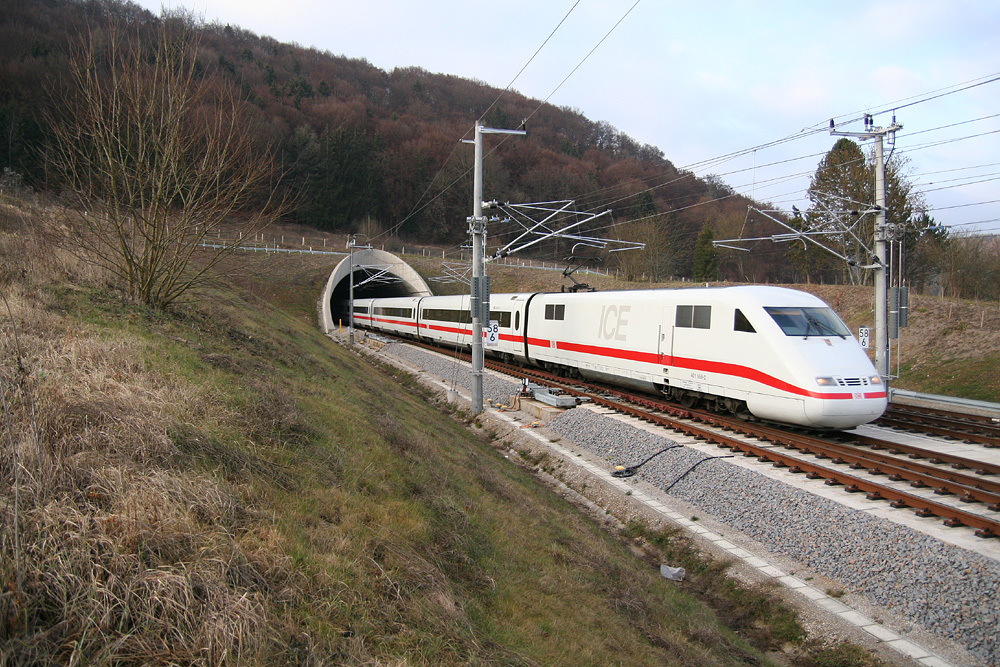
قطار اینترسیتی-اکسپرس، یک قطار پرسرعت آلمانی

### زیرساخت

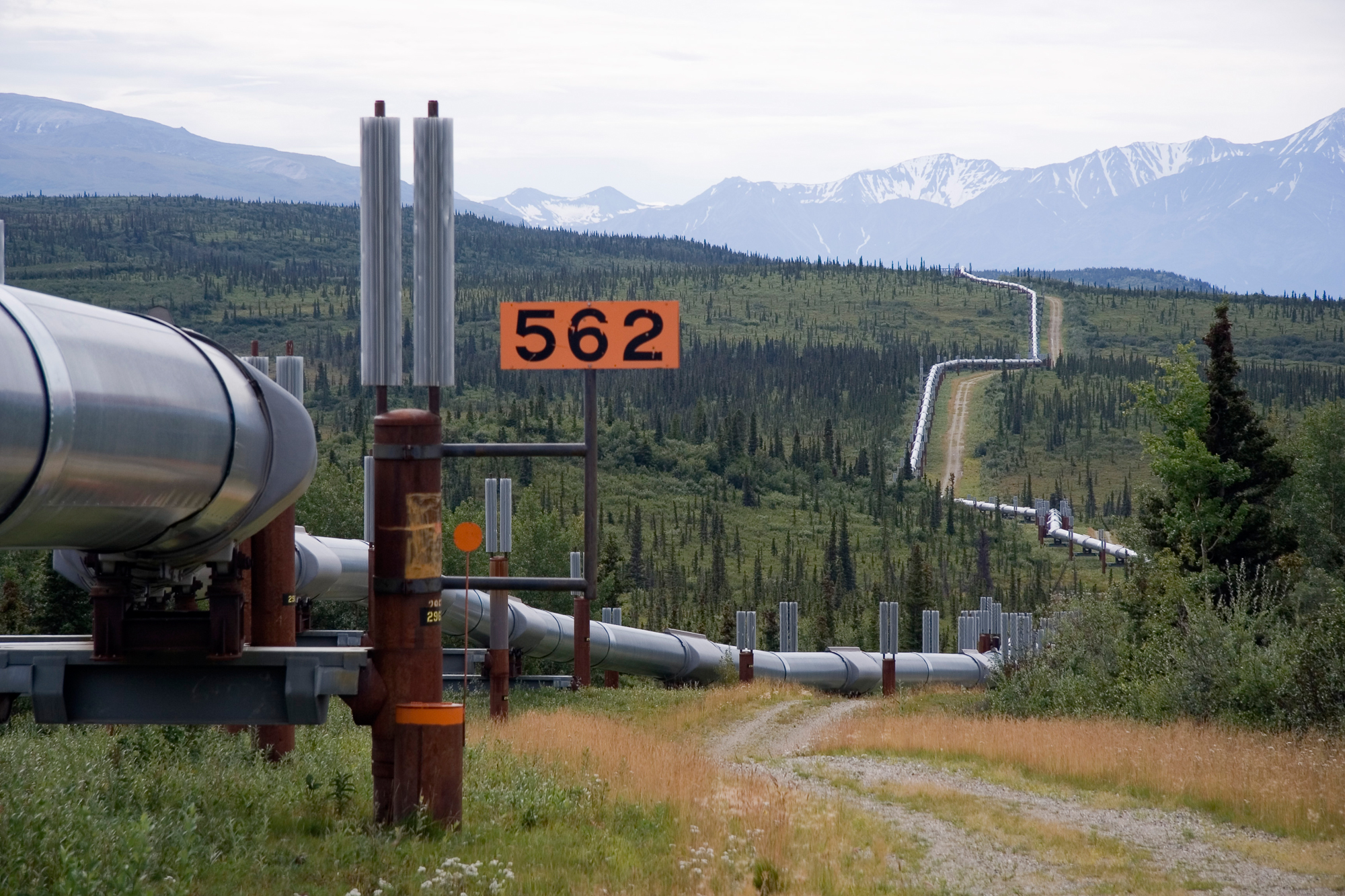
خطوط انتقال نفت خام در آلاسکا

زیرساخت‌ها، سازه‌های ثابتی هستند که به وسایل نقلیه اجازه تردد می‌دهند. زیرساخت‌ها می‌توانند شامل شبکه‌های حمل و نقل مانند: جاده‌ها، خطوط راه‌آهن، راه‌های هوایی، راه‌های آبی، خطوط لولهٔ حمل مواد، و غیره باشند.
پایانه‌ها مانند: فرودگاه‌ها، ایستگاه‌های راه‌آهن، ایستگاه اتوبوس، و بندرها، محل‌هایی هستند که مسافران و محموله‌ها می‌توانند از یک وسیله نقلیه به وسیله نقلیه دیگر انتقال داده شوند.
تأمین مالی ساخت زیرساخت‌ها می‌تواند از منابع خصوصی یا منابع دولتی انجام گیرد. شرکت‌های ترابری معمولاً شرکت‌های انحصار طبیعی هستند و برای استفاده عموم یک ضرورت به حساب می‌آیند. در بسیاری از کشورها، تأمین مالی جاده‌ها، خطوط ریلی و فرودگاه‌ها از طریق سامانه مالیات انجام می‌شود. ساخت پروژه‌های زیرساختی جدید می‌تواند نیاز به بودجه‌های هنگفت داشته باشد که معمولاً از طریق قرض‌گیری انجام می‌شود. در نتیجه بسیاری از صاحبان زیرساخت‌ها، برای استفاده از زیرساخت هزینه دریافت می‌کنند، برای مثال در فرودگاه‌ها عوارض فرود و در جاده‌ها عوارض عبور دریافت می‌شود. مستقل از این هزینه‌ها، ممکن است نهادهای مختلف برای خرید خودرو یا وسیله نقلیه، مالیات وضع کنند. معمولاً به دلیل پیش‌بینی نادرست میزان مسافران و تخمین بیش از حد آن، سود به‌دست آمده از ساخت زیرساخت کمتر از میزان پیش‌بینی شده به‌دست می‌آید.

### وسایل نقلیه
وسایل نقلیه مانند: خودروها، قطارها، و هواپیماها عموماً در شبکه‌ها حرکت می‌کنند.

### بهره‌برداری
بهره‌برداری، دربرگیرندهٔ فعالیت‌هایی است که کنترل سامانه را انجام می‌دهند (مانند چراغ‌های راهنمایی و شیب‌سنج‌ها، خط گردان‌های راه‌آهن، کنترل شدآمد هوایی، و جز اینها)، و همچنین سیاست‌هایی مانند چگونگی ادارهٔ امور مالی ترابری (مانند استفاده از عوارض جاده‌ای یا مالیات سوخت در ترابری بزرگراهی).
در حالت کلی، طراحی شبکه در حوزهٔ مهندسی عمران و برنامه‌ریزی شهری، طراحی وسایل نقلیه در حوزهٔ مهندسی مکانیک و گرایش‌های تخصصی آن، مانند مهندسی دریا و مهندسی هوا-فضا، و بهره‌برداری‌ها نیز معمولاً تخصصی شده‌اند؛ هرچند که ممکن است متعلق به پژوهش بهره‌برداری یا مهندسی سامانه‌ها باشند.

## ترابری و ارتباطات

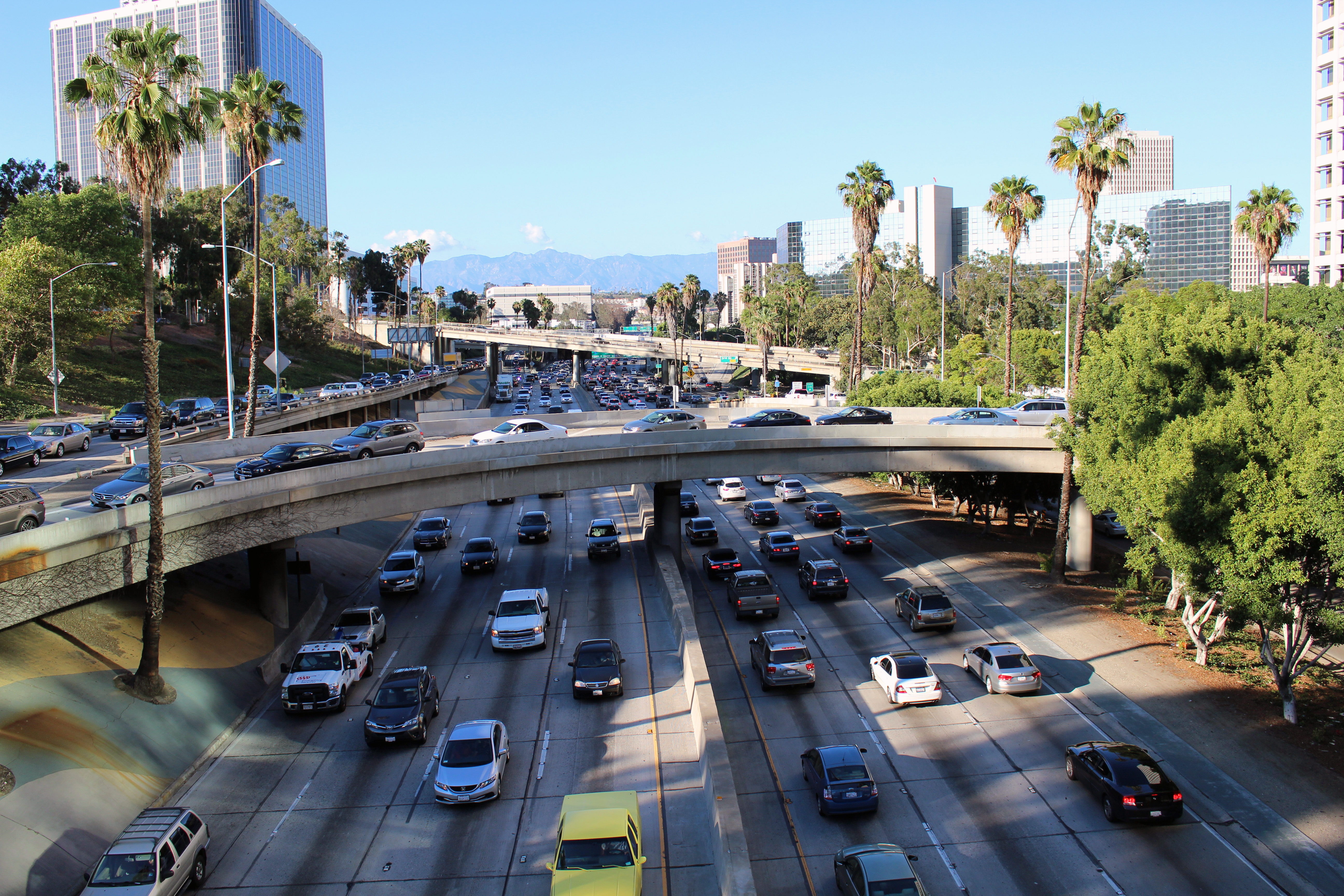
ترافیک خودروها در آزادراه هاربور، در مرکز شهر لس آنجلس، معمولاً در ساعات شلوغی بسیار می‌باشد.

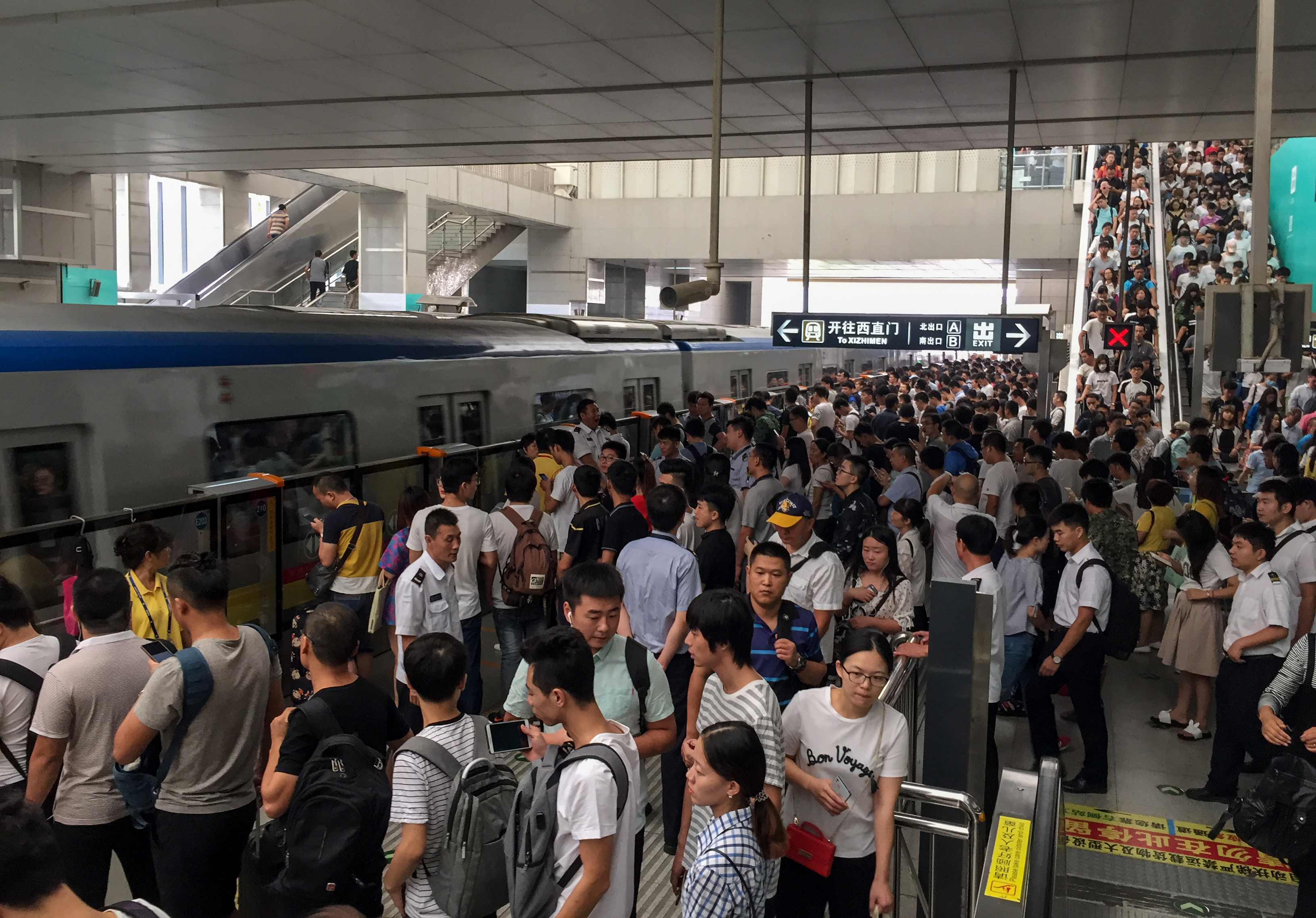
متروی پکن در ساعت شلوغی صبح

ترابری و ارتباطات جایگزین و مکمل یکدیگرند. با اینکه ممکن است ارتباطات کاملاً پیشرفته بتواند جایگزین ترابری شود و شخص به جای دیدن کسی از نزدیک، به او تلگراف، تلفن، دورنگار یا ایمیل بزند، ثابت شده‌است که این شیوه‌های ارتباطی در واقع در کل ارتباط دوطرفه بهتری را ایجاد می‌کنند. پیشرفت در ترابری بدون ارتباطات غیرممکن است. ارتباطات برای سامانه‌های ترابری پیشرفته حیاتی و ضروری است، از خطوط راه‌آهن دارای یک خط که می‌خواهند در هر دو جهت از آنها قطار عبور کند تا کنترل خطوط هوایی که همواره باید از محل هواپیما در آسمان اطلاع داشته باشد؛ بنابراین، مشاهده شده‌است که افزایش و پیشرفت یکی، به توسعهٔ بیشتر دیگری می‌انجامد. برای پیاده‌سازی ارتباطات در ترابری شیوه‌های وسیله نقلیه-به-زیرساخت و وسیله نقلیه-به-وسیله نقلیه وجود دارد. در صورت استاندارد بودن زیرساخت‌های ارتباطی باید مد نظر قرار گیرد.

## ترابری، فعالیت‌ها، و کاربری زمین
یک رابطه و ارتباط مشهور بین تراکم توسعه و انواع ترابری وجود دارد. تراکم عبارت است از نسبت مساحت فضای ساخته شده به مساحت زمین. طبق یک قانون کلی، تراکم‌های یک‌ونیم یا کمتر برای خودروها مناسب هستند، و تراکم‌های شش و بیشتر برای قطارها. محدودهٔ تراکم‌های بین حدود دو تا چهار از قواعد قراردادهای ترابری خصوصی یا همگانی خیلی پیروی نمی‌کنند. بسیاری از شهرها دارای این میزان تراکم بوده و از مشکلات ترافیکی رنج می‌برند. جابجایی سریع شخصی ممکن است این خلاء را پر کند.
کاربری زمین از فعالیت‌ها پشتیبانی می‌کند. این فعالیت‌ها از لحاظ فضایی از هم فاصله دارند. مردم احتیاج دارند از نقطه‌ای به نقطه‌ای دیگر بروند (به عنوان مثال از خانه به محل کار یا خرید، و بازگشت به خانه).
ترابری یک خواسته برآمده است که وجودش برای فعالیت‌هایی که در انتهای سفرها انجام می‌شوند لازم است. بهره‌گیری بهینه از کاربری زمین فاصلهٔ بین فعالیت‌های عادی و روزمره (مانند خانه و خرید آذوقه) را کاهش می‌دهد، و مکان‌های توسعه یافتهٔ دارای تراکم بیشتر را نزدیک خطوط ترابری و مراکز فعالیت قرار می‌دهد. کاربری زمین نامناسب باعث تمرکز فعالیت‌ها (مانند مشاغل) در محل به دور از سایر مقصدها (مانند خانه و فروشگاه‌ها) می‌شود.
راه‌هایی برای صرفه‌جویی در تراکم وجود دارد. بسیاری از زمین‌ها می‌توانند کاربری‌های بهتری از کاربری ترابریی داشته باشند. تسهیلات ترابریی به زمین نیاز دارند و در شهرها سطوح آسفالت و سنگفرش شده (شامل خیابان‌ها و پارکینگ‌ها) به راحتی تا بیش از بیست درصد کل کاربری زمین‌ها را دربرمی‌گیرند. یک سامانه ترابری کارا می‌تواند از هدر رفتن زمین جلوگیری نماید.

## ترابری و صنعت
نقش بی‌بدیل حمل‌ونقل در توسعه کسب‌وکار و ارتباط بین صنعت حمل‌ونقل با بخش‌های مختلف اجتماعی و اقتصادی این باور را تقویت می‌کند که حمل‌ونقل از ارکان اصلی اقتصاد و تجارت و عاملی بی‌رقیب در افزایش رفاه اجتماعی است؛ بنابراین صنعت حمل‌ونقل به‌عنوان پیشران توسعه صنعت، از اهمیت بسزایی برخوردار است و حمایت از توسعه این صنعت از مهم‌ترین مباحثی است که در حال حاضر در برنامه‌ریزی‌ها و تصمیم‌گیری‌های اقتصادی کلان کشور موردتوجه قرار گرفته‌است.

## ترابری؛ انرژی؛ و محیط زیست
ترابری یکی از بخش‌های عمده و اصلی مصرف‌کنندهٔ انرژی است. بیشتر ترابرها از سوخت‌های هیدروکربنی استفاده می‌کنند. اگر این سوخت‌ها ناقص بسوزند، تولید آلودگی می‌کنند. با وجود اینکه وسایل نقلیه در ایالات متحده نسبت به گذشته به علت مقررات زیست‌بومی آلودگی کمتری ایجاد می‌کنند، اما در عمل این امر به دلیل افزایش تعداد وسایل نقلیه و میزان استفاده‌ای که از هر یک از آنها می‌شود، بی‌اثر شده‌است. سوخت‌های با آلایندگی کم می‌توانند آلودگی را کاهش دهند. گاز مایع به عنوان یکی از سوخت‌های با آلایندگی کم شناخته شده‌است. میزان آلایندگی هیدروژن از گاز مایع نیز کمتر است.
یک روش دیگر بالا بردن کارایی وسایل نقلیه‌است، که کاهش آلودگی و اتلاف را به‌وسیلهٔ ایجاد کاهش در مصرف انرژی به همراه دارد. اگر امکان بهره‌گیری از نیروی الکتریسیته در وسایل نقلیه وجود داشته باشد، موتورهای الکتریکی بهترین و کاراترین گزینه هستند. راه دیگر تولید انرژی با استفاده از یاخته‌های سوختی است که کارایی‌شان دو تا پنج برابر موتورهای گرمایشی مرسومی است که در وسایل نقلیه وجود دارند. یک روش ترکیبی و بسیار مؤثر طراحی وسایل ترابری زمینی به شکلی است که مقاومت هوا در مقابل آن‌ها کم شود، زیرا این وسایل ۷۵ درصد از انرژی خود را صرف غلبه بر مقاومت هوا می‌کنند. روش دیگر بازیافت انرژی است که در اثر ترمز از دست می‌رود؛ به‌کارگیری این روش نیازمند یک وسیله نقلیه پیچیده‌تر است.

## سرمایه‌گذاری در ترابری
توسعه‌یافتگی حمل‌ونقل در زمینه فناوری و کارآمدی و توانمندی آن، بستر توسعه همه‌جانبه را فراهم می‌کند. کارشناسان حوزه‌های اقتصاد و حمل‌ونقل معتقدند موفقیت‌های راهبردی در زمینه توسعه اقتصاد، به‌واسطه ارتقای مهارت‌های حمل‌ونقل و سرمایه‌گذاری در بخش زیربنایی و تجهیزات حمل‌ونقل است؛ بنابراین سرمایه‌گذاری در صنعت حمل‌ونقل، بار مالی زیادی خواهد داشت، اما برای تسریع در روند توسعه کشور و برطرف کردن موانع حوزه حمل‌ونقل، تقبل هزینه‌های این بخش ازسوی دولت اجتناب‌ناپذیر است. به لحاظ اجتماعی، سرمایه‌گذاری در بخش حمل‌ونقل عمومی موجب بهبود و توسعه این صنعت خواهد شد و تأثیرات بسیاری در افزایش رفاه اجتماعی و توسعه کسب‌وکار خواهد داشت.

## رده‌بندی ترابری
- غیرانسانی: جابجایی با نیروی حیوانات
- هوانوردی
- ترابری کابلی
- ترابری انتقالی
- ترابری با نیروی انسانی
- ترابری پیوندی
- ترابری جاده‌ای موتوری
- ترابری غیرجاده‌ای موتوری
- جابجایی سریع شخصی (شبیه یک سرویس تاکسی خودکار)
- ترابری لوله‌ای
- ترابری ریلی (راه‌آهن)
- ترابری دریایی
- ترابری فضایی
- ترابری در دیگر سیاره‌ها
- ترابری‌های پیشنهادشده برای آینده